# 仁胜洪济寺
仁胜洪济寺，位于山西省长治市沁县郭村镇仁胜村，是一处山西省文物保护单位。
2016年6月6日，仁胜洪济寺公布为第五批山西省文物保护单位，年代为金、明，古建筑类，编号5-85。